# 리우 지
지 리우( Ji Liu , 刘骅骐骥 , 1990년~ )는 유럽을 기반으로 활동하는 중국국적의 피아니스트이자 작곡가이다.

## 생애
지 리우 ( ji liu ,한자: 刘骅骐骥 ) 1990년 중국 출생 , 그의 부모님은 전문음악가가 아니였지만 어머니는 기타를 아버지는 트럼펫을 연주하는 음악에 관심을 가지고 있는 가정에서 태어났다.
그는 3세때 피아노 연주에 관심을 나타냈고 그 후 피아노레슨과 음악공부를 시작했다.

그는 중국상하이 음악학원 [上海音乐学院]에서 피아노 연주와 지휘공부를 했다. 2003년 그가 13세가 되던해 그는 뉴욕시에서 열린 제 6회 Pinault piano competition에서 우승 한 후 카네기 홀에서 데뷔 연주회를 열었다.
그는 2004년 부쿠레슈티(Bucharest)에서 열린 제 11회 국제 음악 콩쿠르에서 2등, 캐나다에 개최한 Ludmila Knezkova-Hussey International Piano Competition에서 1등을 수상했다.

그는 중국상하이 음악학원에서 학업을 마치고 유럽으로 이동하여 스페인 마드리드 레이나소피아 음악원 [Reina Sofía School of Music]에서 진학하여 Dmitri Bashkirov 교수의 지도아래 음악공부를 이어갔다. 

그는 2007년 스페인에서 런던으로 이동하였고 영국 왕립음악원 [Royal Academy of Music]에 진학했다. 영국 왕립음악원 [Royal Academy of Music]에서 진학 후 크리스토퍼 엘튼 교수의 지도 아래 피아노 연주에 중점을 둔 음악학사(Bachelor of Music) 공부를 이어갔고 재학기간동안 전체장학금을 받았다. 

그는 영국왕립음악원 [Royal Academy of Music]에서 학업을 진행하는 동안 다양한 음악의 작곡을 완성하였고 재학생에게 주어지는 최고의 영애인 RAMs Club Prize를 수상했다.
2013년 그는 Distinction 평가와 함께 최고 연주자 과정 (DipRAM)를 모두 갖춘 음악석사학위(Master of Music)를 수여받고 영국왕립음악원[Royal Academy of Music]을 졸업했다. 

그는 2010년 11월 영국왕립음악원[Royal Academy of Music]의 자체 레이블인 Royal Academy of Music Symphonic Brass Ensemble 와 James Watson와의 협업을 통해 조지 거슈윈Gershwin의 랩소디 인 블루(Gershwin's Rhapsody in Blue)를 녹음하였고 앨범을 발매했다. 

그는 독창적인 아티스트로서 음악에 필름과 샌드 애니메이션 등의 시각예술을 접목한 창의적인 무대를 선보이기도 했다.
 그는 아시아의 국제음악제 한국 통영 국제 음악제에서 윤이상 전곡을 사이클 연주했다.

2014년에는 그래미 어워드(Grammy Award)의 경력자 클래식 프로듀서 Andrew Cornall과 함께 작업한 솔로 데뷔 앨범 Piano Reflections를 발표했다. 

그의 첫 데뷔앨범인 Piano Reflections는 발매와 동시에 전 영국 음반차트의 1위를 석권했다. 

그는 2015년 초에 후속 앨범 Piano Encores , 2016년에는 Pure Chopin을 발표했으며 전 영국 클래식 차트 1위 및 상위권에 올랐다.

그는 2014년 Royal Liverpool Philharmonic Orchestra와 함께 조지 거슈윈Gershwin의 랩소디 인 블루 (Gershwin's Rhapsody in Blue) 공연으로 로열 앨버트 홀〈Royal Albert Hall〉에서 데뷔했다. 

2015년 8월 20일 그는 한국 금호아시아나문화재단이 주관하는 금호아트홀에서 열린 한중수교 23주년 기념 음악회에서 중국 대표 아티스트 자격으로 참가, 연주하였다.

2016년 로얄 리버풀 필 하모닉 오케스트라와 함께 루도비코 에이나우디〈Ludovico Einaudi〉의 피아노 협주곡 "도미노"를 세계최초로 초연했다. 

2017년 7월 28일 스위스 베르비에페스티벌 (Verbier Festivals)에 참가 슈베르트 (Schubert), 프레드릭 제프스키(F.Rzewksi), 프란츠리스트(Franz Liszt), 스크랴빈( Scriabin), 드뷔시 (Debussy) 및 생 상스(Saint-Saëns)의 작품을 리사이틀 했다.

2017년 영국왕실 소유의 저택 Dumfries House에서 영국 웨일스 공 찰스〈The Prince Charles〉와 콘월 공작부인 커밀라〈Duchess of Cornwall〉이 참석한 클래식FM 25주년 기념 콘서트에서 연주했다.

2018년 Rachmaninov 와 Saint Saens를 비롯한 여러 가지 곡을 재해석 및 편곡한 곡을 수록한 앨범 Fire & Wate를 발표하고 또 다시 음반차트 1위 및 상위권에 머무르는등 현재까지 지속적인 음악앨범 발매 및 음악활동을 이어나가고 있다. 

그의 작곡과 편곡은 Master Music Publications에 의해 출판되었다. 

2019년 ~ 2020년 그는 유럽 및 중국에서 활발한 개인 독주회 및 공연 활동을 펼치고 있으며 2020년 영국의 봉쇄기간동안 인터넷 라이브스트리밍을 진행하는등 꾸준히 관객과 소통을 이어가고 있다.

앞으로 그는 슈베르트 전곡 연주에 도전하며 슈베르트의 미완성 곡에 멀티미디어를 접목한 무대도 준비중에 있다.

## 학력
- 중국 상하이 음악학원 [上海音乐学院]
- 스페인 마드리드 레이나소피아 음악원 [Reina Sofía School of Music (Escuela Superior de Música Reina Sofía in Spanish)]

사사 Dmitri Bashkirov(스페인 마드리드 레이나소피아 음악원 - Reina Sofía School of Music)
- 영국 왕립음악원 [왕립 음악 아카데미 , Royal Academy of Music]

## 수상경력
- 2003년 제 6회 6th Pinault piano competition ( 뉴욕 ) 우승
- 2004년 제 11회 International Music Competition Jeunesses Musicales (Bucharest) 준우승[9]
- 2004년 캐나다 Ludmila Knezkova-Hussey International Piano Competition 우승
- 2005년 스위스 베르비에페스티벌 (Verbier Festivals)[10] &아카데미 ( Verbier Festival & Academy) Tabor Piano Award 수상
- 2006년 스위스 베르비에페스티벌 (Verbier Festivals)[11] &아카데미 ( Verbier Festival & Academy) 세계 금융그룹 UBS 은행주관 CUBS Prize 수상
- 2008년~2012년 런던 필하모닉 오케스트라의 Martin Musical Award 수상
- 2010년 제 2회 Sheepdrove Piano Competition 우승[12]
- 2010년 Birmingham International Pianoforte Competition 최연소 우승[13]
- 2010년 RAM Wigmore Friends 대상수상
- 2010년 네덜란드 International Holland Music Session에서 'New Masters on Tour' 시리즈로 선정
- 2011년 유럽 Yamaha Music Foundation 의 수상자로 선정[14][15]
- 2011년 ~2014년 유럽 Yamaha Music Foundation 및 핫토리 재단의 수상자로 선정[16]
- 2015년 Tunnell Trust Award 우승[17]

## 경력
- 2013년 ~ 2016년 YCAT 아티스트 (Young Classical Artist Trust )[18]
- 2017년 3월 (2020년) 피아노 명가  스타인웨이 아티스트 합류 Steinway & Sons Artist[19]
- 2018년 3월 2018 Global Awards 글로벌 어워드에서 "올해 최고의 클래식 아티스트"로 지명
- 2018년 6월 2018 클래식 브릿 어워드 Classic BRIT Awards에서 30세 미만의 전도유망한 클래식 아티스트 30인에 선정[20]
- 2019년 영국 왕립음악원 준회원 (왕립 음악 아카데미 ) Associate of the Royal Academy of Music (ARAM)[21]
- 2020년 피아노 명가  스타인웨이 아티스트 Steinway & Sons Artist[22]

## 앨범

### 앨범
- 2014년부터 발매된 앨범은그래미 어워드(Grammy Award)의 경력자 클래식 프로듀서 Andrew Cornall과 함께 작업했다.

| 앨범              | 발매일 | 제작사     | 비고 |
| ----------------- | ------ | ---------- | --- |
| American Icons    | 2010   |            | 영국왕립음악원 [Royal Academy of Music]의 자체 레이블인 Royal Academy of Music Symphonic Brass Ensemble 와 James Watson와의 협업 : 조지 거슈윈Gershwin의 랩소디 인 블루 (Rhapsody in Blue) 발매 |
| Piano Reflections | 2014   | Classic FM | *2014년 클래식앨범 출시 직후,영국 공식 클래식 차트,스페셜리스트 클래식 앨범 차트, 클래식 컴필레이션 차트,클래식 아티스트 앨범차트, 아마존 클래식 차트 ,클래식 FM 차트 및 Apple iTunes 차트를 포함한 모든 영국의 주요 클래식음악 차트에서 1위 *Classic FM에서 영국의 유명 저널리스트 존 수셰이 John Suchet의 "이주의 앨범 "으로 선정 (John Suchet's Album of the Week ) *2014년 중국 음악 시상식 : 올해 최고의 클래식 앨범으로 선정 |
| Piano Encores     | 2015   | Classic FM | 베토벤, 쇼팽, 라흐마니노프 재해석 및 다양한 곡을 수록 (Beethoven, Chopin and Rachmaninov ) |
| Pure Chopin       | 2016   | Classic FM | *쇼팽의 16가지 음악을 재해석 collection of 16 brand new recordings of CHOPIN *영국 공식 클래식 앨범차트 스페셜리스트 클래식 앨범 차트 1위 |
| Fire & Water      | 2018   | Classic FM | *고대 중국의 5 원소 Wu-Xing 이론을 바탕으로한 불과 물을 아름답게 묘사한 작품 *영국 공식 클래식 앨범 차트 스페셜리스트 클래식 앨범 차트 1위 - Saint-Saëns: Le Carnaval des Animaux, R.125 - Arr. Ji Liu - Rachmaninov: 12 Romances, Op.14 - Arr. Ji Liu - Xinghai: Concerto For Piano & Orchestra "The Yellow River" - Arr. Ji Liu                                                                                                  |

### 듣기
- Saint-Saëns: Le Carnaval des Animaux, R.125 - Arr. Ji Liu - 7. The Aquarium (2018) Fire & Water
- Rachmaninov: 12 Romances, Op.14 - Arr. Ji Liu - 11. Spring Waters(2018) Fire & Water
- Xinghai: Concerto For Piano & Orchestra "The Yellow River" - Arr. Ji Liu - 2. Ode to the Yellow (2018) Fire & Water
- Ji Liu Plays Chopin Etude Op.10 No.12 "Revolutionary" 刘骥演奏肖邦《革命》练习曲 (2016)
- Beethoven: Piano Sonata No.14 In C Sharp Minor, Op.27 No.2 -"Moonlight" - 3. Presto agitato (2014) Piano Reflections
- Schubert: Ständchen, S560 (Trans. from Schwanengesang No.4, D957) (2014) Piano Reflections

## 주요작품 (Compositions & Arrangements)

### 솔로 피아노 작곡 및 편곡 Compositions & Arrangements for Solo Piano
- Etude No.1 (2018)
- Huanzhi Li/Ji Liu Spring Festival Overture for piano with or without two sets of drums (2018)
- Rachmaninoff/Ji Liu "Spring Water" (2018)
- Saint-Saen/Ji Liu "Aquarium" (2018)
- Grand Fantasy "Deconstruction" on Bach's Toccata and Fugue in D Minor with Adele's "Set Fire to the Rain" (2017)
- Paraphrase on Sam Smith"s "Writing's On the Wall" for left hand alone in reminiscence of Ravel's Left Hand Piano Concerto (2017)
- Paraphrase on Adele's "Skyfall" in style of Rachmaninoff 2nd Piano Concerto (2015)
- "DNA" Sonata for Solo Piano (2012)
- "Homage to Schubert" Sonata for Solo piano (2011)
- Paraphrase on a theme of "A way of Life" (2011)
- Fugue for solo piano (2009)
- Etude for left hand alone for solo piano (2006)

### 실내악 For Chamber Music
- Sonata for 2 pianos and 2 computer keyboards (2012)
- tre pezzi per oboe e pianoforte (2011)
  1. Silenzio
  2. conflito
  3. arcobaleno
- Rhapsody for violin and piano (2010)

### 오케스트라 For ORCHESTRA
- 12 Transcendental ETudes for sinfonietta “Mathful！”（2012）
  1. π
  2. x
  3. y